# Oraș cu salcâmi, primăvara
Oraș cu salcâmi, primăvara este un film românesc din 1986 regizat de Nicolae Cabel.